# Cykling vid olympiska sommarspelen 1904
Cykling under olympiska sommarspelen 1904 i St. Louis innehöll bara bancykling. Endast herrar tävlade och det enda land som skickade tävlande var hemmanationen USA.

## Resultat
7 olika grenar arrangerades och avgjordes i landsvägscykling och bancykling.

### Medaljtabell
| Pl.    | Nation | Guld | Silver | Brons | Totalt |
| ------ | ------ | ---- | ------ | ----- | ------ |
| 1      | USA    | 7    | 7      | 7     | 21     |
| Totalt | Totalt | 7    | 7      | 7     | 21     |

## Deltagande nationer
18 cyklister från hemmanationen tävlade.
- USA (18)

## Medaljörer
| Event                | Guld               | Silver                | Brons                 |
| 1/4 mile Detaljer... | Marcus Hurley USA  | Burton Downing USA    | Teddy Billington USA  |
| 1/3 mile Detaljer... | Marcus Hurley USA  | Burton Downing USA    | Teddy Billington USA  |
| 1/2 mile Detaljer... | Marcus Hurley USA  | Teddy Billington USA  | Burton Downing USA    |
| 1 mile Detaljer...   | Marcus Hurley USA  | Burton Downing USA    | Teddy Billington USA  |
| 2 miles Detaljer...  | Burton Downing USA | Oscar Goerke USA      | Marcus Hurley USA     |
| 5 miles Detaljer...  | Charles Schlee USA | George E. Wiley USA   | Arthur F. Andrews USA |
| 25 miles Detaljer... | Burton Downing USA | Arthur F. Andrews USA | George E. Wiley USA   |